# Recycling Medea
Recycling Medea ist ein deutsch-griechischer Essayfilm von Asteris Kutulas aus dem Jahr 2013. Der Film bildet eine Mischform aus Musikfilm, Ballettfilm, dokumentarischen Aufnahmen und politischem Kommentar zur Krisensituation in Griechenland, aus denen Kutulas ein assoziatives „Film-Gedicht“ webt. Der Film basiert auf der Opern-Musik von Mikis Theodorakis zu Euripides’ Tragödie Medea und benutzt die von Renato Zanella choreografierte Ballett-Version Medea’s Choice, um diese mythologische Geschichte filmisch neu zu erzählen. Seine Weltpremiere feierte der Film am 20. Juni 2013 in Athen, Griechenland. Die finale Filmfassung (Final Cut) hatte am 7. Juni 2014 in New York Premiere.

## Handlung
Grundlage des Films sind das Theaterstück „Medea“ von Euripides sowie die gleichnamige Opern-Musik von Mikis Theodorakis und deren Ballett-Version des Choreographen Renato Zanella. Er erzählt die Geschichte einer betrogenen Frau (getanzt von Maria Kousouni), die, um sich an ihrem Mann zu rächen, die gemeinsamen Kinder tötet. Der Film verwebt die Ballettaufführung mit dokumentarischen Aufnahmen von den Proben sowie von gewaltsamen Demonstrationen in Griechenland, aber auch mit fiktionalen Szenen, die mit Voice-Over-Texten aus dem Tagebuch der Anne Frank unterlegt sind. Daraus ergibt sich eine assoziative Struktur. Auf der Webseite von „Recycling Medea“ heißt es zur inhaltlichen Ausrichtung des Films:

„Medea, Jason, Bella und Anne Frank, der Komponist und Demonstrant Theodorakis, die Tänzer, die rebellierenden, vermummten Jugendlichen, vorrückende Polizisten, der Choreograph Renato Zanella, der Kameramann – sie alle sind die Akteure, freiwillige und unfreiwillige, in dieser komplexen, zeitübergreifenden Tragödie ‚Medea‘. Eine lyrische Film-Collage, gewidmet der verratenen Jugend und den Eltern, die die Träume und die Zukunft ihrer Kinder einem gnadenlosen Egoismus geopfert haben.“

Die Storyline des Balletts von Renato Zanella (und damit auch des Films von Asteris Kutulas) folgt grundsätzlich Euripides’ „Medea“-Fassung. Sie wurde aber in einigen Punkten modifiziert, so dass sich für die Ballettaufführung – und für den Hauptstrang des Films – folgende Handlung ergibt:
Medea erfährt von ihrem Mann Jason, dass er sich von ihr trennen will, um Glauke zu heiraten, die Tochter von Kreon (König von Korinth). Medea, die einst für Jason ihre Heimat verriet, mit ihm floh und dabei ihren Bruder tötete, ist schockiert, weil Jason sie jetzt verlassen will; sie fühlt sich gedemütigt, verraten und verstoßen. Jason versucht, Medea zu beruhigen und sichert ihr zu, sich weiterhin um sie und die beiden gemeinsamen Söhne zu kümmern.
König Kreon indessen fürchtet die Rache der zauberkundigen Medea und verweist sie und die Kinder des Landes. Medea bittet Kreon, ihr noch einen Tag Zeit zu geben, damit sie die Ausreise vorbereiten kann, tatsächlich will sie aber ihren Racheplan durchführen. Am Abend desselben Tages findet Jasons und Glaukes Hochzeit statt. Medea schickt Glauke (Tochter des Kreon) einen prächtigen Schal als „Geschenk“. Kaum legt sich die Braut den giftgetränkten Schal um, setzt ein fürchterlicher Todeskampf ein. Als König Kreon den Versuch unternimmt, seine Tochter zu retten, kommt auch er mit dem vergifteten Schal in Berührung und stirbt kurz darauf.
Jason, der soeben miterlebt hat, wie seine Braut und sein Schwiegervater dahingerafft wurden, ist außer sich. Er eilt zu Medea, um sie zur Rede zu stellen, und muss mit ansehen, wie sie gerade die gemeinsamen Söhne tötet. Jason will die Kinder retten, wird aber von Medeas Freund Aigeus daran gehindert.
In der Schlussszene des Balletts und des Films versucht Medea, sich reinzuwaschen, doch das Blut ihrer Kinder bleibt an ihren Händen kleben. Medea schreitet, mehrmals zusammenbrechend und sich immer wieder aufrichtend, auf das Publikum zu. Stolz, erhobenen Hauptes setzt sie sich auf ein Boot, das einzige Requisit auf der Bühne, das an die Argo erinnern soll.
Diese – Euripides entlehnte – Ballett-Film-Ebene mischt Kutulas mit einer zweiten Ebene, mit einem, wie er es nennt, „anderen Ballett“, nämlich dem des Straßenkampfes zwischen vermummten Polizisten und vermummten Jugendlichen in der Athener Innenstadt, als die Medea-Produktion geprobt und aufgeführt wurde (2011–2012). Kutulas merkt an: „Ich habe meine Kamera aus dem Theater auf die Straße gerichtet, wo ein ähnlicher „Tanz“ stattfand. Auf der Theaterbühne tötet eine Mutter ihre Kinder, auf der Straße tötet eine Gesellschaft ihre „Kinder“. Die Idee, diese beiden Ebenen in Beziehung zueinander zu setzen und beide Realitäten als „Tanz“, als eine „Choreographie gewaltsamer Auseinandersetzungen“ anzusehen, kam von Ina Kutulas, der Ko-Autorin des Films.“
Der Film beginnt mit dem Kuss eines Mädchens und eines jungen Mannes. In dieser dritten, fiktionalen Ebene des Films taucht dieses Mädchen, das Kutulas als die „Verlorene“ bezeichnet, immer wieder auf, zunächst mit sich allein, dann in der Natur und schließlich mit anderen jungen Leuten in einem Tanz-Club. Kutulas wählte für die Figur der „Verlorenen“ eine Darstellerin – die fünfzehnjährige Bella Oelmann –, die eine beinah märchenhafte Hochglanzjournal-Vision verkörpert. „Eine Figur, die verstören will durch Schönheit“, wie die Autoren des Films schreiben. Sie unterlegen diese Szenen allerdings mit den Worten eines Mädchens (Off-Ton), die sich für den Zuschauer erst im Abspann als Zitate aus dem Tagebuch der Anne Frank offenbaren.

## Hintergrund
Der Film gehört zu einer Konzept-Tetralogie von Asteris Kutulas, die „Thanatos-Film-Tetralogie“, die aus drei Tragödien, basierend auf der Musik der Theodorakis-Opern „Elektra“, „Medea“ und „Antigone“, sowie dem Vorbild des antiken Satyrspiels folgenden Werk „Dance Fight Love Die“ bestehen wird. Nach „Recycling Medea“ aus dem Jahr 2014 entstand „Dance Fight Love Die“ 2017 als zweiter Film dieser Tetralogie.
Im Director´s Statement auf der Webseite des Films vermerkte Kutulas, was seine Intention bezüglich der eigenwilligen Herangehensweise und Interpretation des Medea-Stoffes war:

„Ich wollte einen sehr emotionalen ‚Musik-Videoclip‘ drehen, eine Hommage an meinen Pessimismus, ein Film-Gedicht, das die Sehnsucht nach ‚Freiheit‘ und ‚Liebe‘ einer verzweifelten Ehefrau und die Sehnsucht nach ‚Freiheit‘ und ‚Liebe‘ radikal gewordener Jugendlicher thematisiert. Beide verraten und verkauft. Beide isoliert und im Krieg mit der Gesellschaft. Plötzlich begegnete mir die 15jährige Bella, eine ‚Verlorene‘, die sich in meinem Film wiederfand, abgehoben, ‚plakativ‘, alle ‚zitierend‘, die mir für das Medea-Recycling wichtig waren: Nikos Koundouros, Pier Paolo Pasolini, Lars von Trier, Carlos Saura, Theo Angelopoulos. Und dann tatsächlich auch Anne Frank, deren Worte ich erinnerte, einen historischen Abstand von etwa 70 Jahren überbrückend, im gleichen Alter wie Bella, den Umständen völliger Isolation in einem Amsterdamer Hinterhaus ausgesetzt, eine Jugendliche an der Schwelle zum Erwachsenwerden, der die Zukunft verschlossen war.“

Für den Choreographen des Films, Renato Zanella, war vor allem die Musik von Mikis Theodorakis wesentlich, um auf deren Basis seine Choreographie zu entwickeln. In einem Interview mit dem Filmemacher Asteris Kutulas betont Zanella die Bedeutung der Theodorakis-Musik für seine Inspiration bei der Entstehung seiner Choreographie:

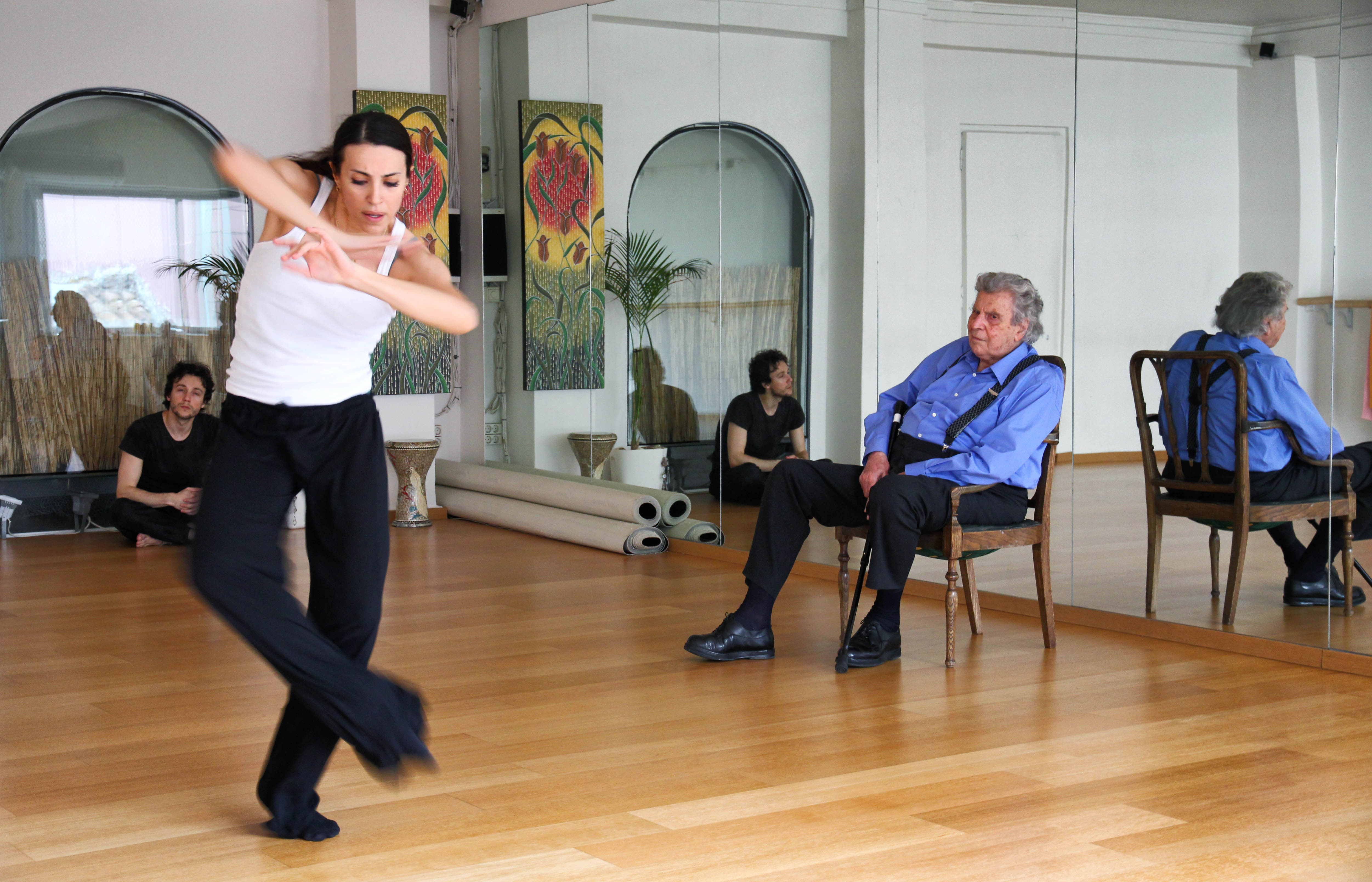
Maria Kousouni & Mikis Theodorakis bei den Aufnahmen von Recycling Medea, Athen 2011

„Der Körper bewegt sich wie von allein. Dieses Werk ist enorm poetisch. Gigantisch – dieser Theodorakis. Seine Musik gestattet einem alle Freiheiten, derer man bedarf, um dieses Material zu ergreifen, damit zu arbeiten, die Botschaft, die es enthält, zu entschlüsseln und zu überbringen. Ich weiß nicht mehr, wie viele Stunden ich diese Musik gehört habe, aber jedes Mal hat sie mich erreicht. Sie hat etwas transportiert, in mir ausgelöst und mich mitgerissen. Diese Komposition gab mir Grünes Licht, ich fühlte mich frei genug, in jede Richtung gehen zu können, die ich einschlagen wollte. Ich habe den Impuls bekommen und wusste: Das muss gemacht werden.“

## Kritiken
In verschiedenen Zeitschriften und Online Magazinen wurde der Film sehr positiv aufgenommen. Andreas Thamm von der Süddeutschen Zeitung zeigte sich besonders fasziniert von der ungewöhnlichen Herangehensweise und Verzahnung verschiedener Elemente durch Kutulas und schreibt, „Recycling Medea“ sei „aber kein Dokumentarfilm geworden, sondern eher ein filmischer Essay, eine bildgewaltige Collage, die Protestmärsche und eine Ballettinszenierung der Medea zusammenspannt“. Auch der Südwestrundfunk lobte den Film für seine spannende filmische Mischform und beschreibt ihn als eine „Film-Collage, die in großartiger Weise die Musik von Mikis Theodorakis, die Ballett-Choreographie von Renato Zanella mit der Krisensituation in Griechenland verbindet“. Hansgeorg Hermann unterstreicht am 4. Juli 2013 in seiner Premierenkritik in der Frankfurter Allgemeine Zeitung: „Kutulas’ Leistung, die seiner Equipe, ist das nahtlose Zusammenfügen der Tanz- und Straßenszenen. Das nahezu wortlose, von Theodorakis’ kraftvoller Musik getragene Erzählen der Geschichte der leidenden Mörderin, das ins Bild gesetzte Auftauchen Medeas aus ihrer grässlichen Vergangenheit, das Hineingeraten des Zuschauers in die scheußliche Gegenwart des alltäglichen Generationenkrieges vor der blendenden Fassade des Parlamentsgebäudes am Syntagma-Platz…“

## Auszeichnungen
- Cinema for Peace Award for the Most Valuable Documentary of the Year 2014[13]